# Eva Stünke
Eva Stünke (* 24. März 1913 in Köln als Eva Kahl; † 26. Juni 1988 ebenda) war eine promovierte Kunsthistorikerin, Mitgründerin und -eigentümerin der Kölner Galerie Der Spiegel, die sie gemeinsam mit ihrem Mann Hein Stünke führte. Im Juni 1988 starb Eva Stünke überraschend auf einer Fahrt in die Schweiz in einem Hotel in Taunus.

## Leben
Eva wurde als Tochter eines Chemiefabrikanten aus Köln-Kalk auf ein Internat am Genfer See geschickt und wuchs als Kind mit Kunst, Musik und Literatur auf. Sie studierte Kunstgeschichte in Erlangen und promovierte 1940 über "Die Dürener-Nachfolge in der Reliefplastik". Ihren Ehemann, Hein Stünke, lernte sie 1942 in Wien kennen, wo er eine Kriegsverwundung auskurierte. Ein Jahr darauf, 1943, heirateten sie.
Ähnlich wie ihr Ehemann, war Eva Stünke während des NS-Regimes eine „hohe Jugendfunktionärin im Dritten Reich“. Von 1943 bis zum Kriegsende arbeitete sie als Stadtkonservatorin für den Braunschweiger Dom. Ihre genaue Rolle während des NS-Regimes ist aber noch nicht vollständig erschlossen.
In den 1950er Jahren begann Eva Stünke eine Nebentätigkeit als freie Journalistin für den damals gegründeten NWDR. Bis nach 1960 war sie beim Rundfunk als Autorin und Kommentatorin tätig und kommentierte als Co-Kommentatorin die Kölner Rosenmontagszüge.

## Wirken
Gegründet wurde die Galerie Der Spiegel im Dezember 1945 in Köln-Deutz im Gotenring 15, zunächst als „Wohnzimmergalerie“. Sie diente als Verkaufsstätte für mittelalterliche Kleinplastik und Antiquitäten, Bilder aus der Sammlung ihrer Eltern sowie moderne Kunst, die das Ehepaar gemeinsam während ihrer Studienzeit gesammelt hatte. 1949 folgte der Umzug in die Richartzstraße 10. Dort wurde die Galerie mit ihren Nachmittagstreffs zu einer Diskussionsstädte für die Intellektuellen und Avantgardisten Kölns.
Das von Eva Stünke angeregte Programm der Galerie öffnete sich der klassischen Moderne, wie z. B. Karl Hofer oder Otto Müller, um dann den Fokus auf die französische Avantgarde zu legen: auf junge Künstler und Künstlerinnen der informellen Malerei, des Surrealismus, der Pop-Art und des Nouveau Réalisme.
Eva Stünke steuerte die täglichen Geschäfte der Galerie, realisierte Programme und Ausstellungen und führte zusätzlich die schriftliche Kommunikation mit  Künstlern, Sammlern, Galeristen und Institutionen.
Für die Galerie reiste sie mit Ursula Schultze-Bluhm nach Paris und knüpfte Kontakte zu der prominenten Avantgarde-Galerie von Denise René. Zusätzlich nahm sie in Kommission druckgrafische Werke mit nach Köln. So zeigte die Galerie der Spiegel als eine der ersten Galerien die Kunst der École de Paris.

## Veröffentlichungen
- als Ernst Heyter (Pseudonym): Verführung zum Karneval: Eine Einführung in die rheinischen Mysterien. Mit Zeichnungen von Werner Labbé. Diederichs, Düsseldorf 1953.
- als Eva Heyter (Pseudonym): Ich werde mindestens Kleopatra (und andere Erzählungen). Paulus Verlag, Recklinghausen 1954.
- Stünke, Eva: „Kann man da ge – hen?“. Erinnerungen, in: Honnef, Klaus / Schmidt, Hans M. (Hg.): Aus den Trümmern. Kunst und Kultur in Rheinland und Westfalen 1945-1952. Neubeginn und Kontinuität. Ausst.- Katalog Rheinisches Landesmuseum Bonn, Kunstmuseum Düsseldorf, Museum Bochum, Bonn 1985/86, S. 317–321.

## Ehrung
- 1988: Bundesverdienstkreuz, zusammen mit ihrem Mann Hein Stünke.[5]